# Колпашевське міське поселення
Колпа́шевське міське поселення (рос. Колпашевское городское поселение) — міське поселення у складі Колпашевського району Томської області Росії.
Адміністративний центр — місто Колпашево.
Населення міського поселення становить 30344 особи (2019; 32001 у 2010, 37291 у 2002).
Станом на 2002 рік існували Колпашевська міська рада (місто Колпашево) та Тогурська сільська рада (село Тогур, присілки Волково, Комарово, Сєвер).

## Склад
До складу міського поселення входять:
| Населений пункт    | Населення, осіб (2002) | Населення, осіб (2010) |
| ------------------ | ---------------------- | ---------------------- |
| Волково, присілок  | 234                    | 181                    |
| Колпашево, місто   | 28441                  | 24124                  |
| Комарово, присілок | 0                      | -                      |
| Сєвер, присілок    | 198                    | 121                    |
| Тогур, село        | 8418                   | 7575                   |